# Trzy serca (film 1993)
Trzy serca – amerykańska komedia romantyczna z 1993 roku.

## Treść
Connie jest lesbijką, żyjącą w związku z Ellen. Pewnego dnia zostaje jednak porzucona przez swoją partnerkę. By się zemścić, wynajmuje przystojnego Joeya, by uwiódł Ellen, a następnie ją porzucił. Connie liczy na to, że porzucona przez mężczyznę Ellen szybko powróci do niej. Problem pojawia się, gdy Joe naprawdę się zakochuje.

## Główne role
- William Baldwin – Joe Casella
- Kelly Lynch – Connie Czapski
- Sherilyn Fenn – Ellen Armstrong
- Joe Pantoliano – Mickey
- Gail Strickland – Yvonne
- Cec Verrell – Allison
- Claire Callaway – Isabella